# Водопойка
Водопойка — деревня Половинского сельского поселения, Увельского района, Челябинской области, России.
Глава — Чупахин Василий Иванович.

## География
Водопойка расположена южнее города Южноуральск, относится к Половинскому сельскому поселению Увельского района. Максимальная высота над уровнем моря 245 метров.

## Список улиц
- Восточный пер.
- ул. Западная
- ул. Набережная
- ул. Новая
- ул. Октябрьская
- ул. Садовая
- ул. Трудовая
- ул. Школьная
- ул. Юбилейная
- ул. Южная

## Образование
В деревне имеется муниципальное общеобразовательное учреждение «Луговская Школа» на улице Западная, дом 4. В рамках школы работают вокальные и танцевальные кружки, умелые ручки, изучают музейное дело. Имеются спортивные секции по интересам: баскетбол, волейбол, теннис, тренажёры.

## Спорт
В 2011 году в деревне возвели хоккейный корт для проведения районной зимней сельской спартакиады.

## Инфраструктура

### Газификация
С 2000 года началось строительство газовой сети по Челябинской областной целевой программе.
Деревню подключили к газопроводу высокого давления. Было подключено 160 благоустроенных коттеджей, а также перевели на газ местную котельную.
В 2005 году приступили к благоустройству старой части населенного пункта. На проведение работ из областного бюджета было выделено три миллиона шестьсот тысяч рублей.

### Асфальт
В 2011 году в рамках программы «Добрые дела» к Водопойке от трассы Южноуральск — Магнитогорск уложили асфальтовую дорогу. Следующим этапом идет асфальтирование улицы Трудовая. В населенном пункте за весь период его существования впервые появилась асфальтная дорога, за модернизацию инфраструктуры местные жители написали благодарственное письмо Михаилу Юревичу.

### Водопровод
Жители Водопойки, несмотря на говорящее название, уже многие годы испытывают недостаток в питьевой воде. В 2011 году в деревне проложили магистральный трубопровод для обеспечения водой нижней части села.